# 文斯·加拉格尔
文斯·加拉格尔（英語：Vince Gallagher，1899年4月30日—1983年6月27日），美国男子赛艇运动员。他曾代表美国参加1920年夏季奥林匹克运动会赛艇比赛，获得男子八人单桨有舵手金牌。